# Vazha K'ach'arava
Vazha K'ach'arava (em georgiano:  ვაჟა კაჭარავა; Tbilisi, 2 de janeiro de 1937) é um ex-jogador de voleibol da Geórgia que competiu pela União Soviética nos Jogos Olímpicos de 1964.
Em 1964 ele fez parte da equipe soviética que ganhou a medalha de ouro no torneio olímpico, jogando sete partidas.